# Warwariwka (rejon połoński)
Warwariwka – wieś na Ukrainie, w obwodzie chmielnickim, w rejonie połońskim.